# Protesty w Serbii (od 2024)
Ten artykuł dotyczy trwającego wydarzenia. Informacje w nim zamieszczone mogą się zmienić lub zdezaktualizować wraz z postępem zdarzenia, a początkowe doniesienia mogą być niepewne. Ostatnie zmiany tego artykułu mogą nie odzwierciedlać najbardziej aktualnych informacji.
Protesty w Serbii – protesty, które rozpoczęły się po katastrofie budowlanej na stacji kolejowej w Nowym Sadzie, w której zginęło 15 osób. Początkowe żądania demonstrantów dotyczące dymisji ministra transportu, budownictwa i infrastruktury Gorana Vesicia przerodziły się w regularne demonstracje antyrządowe, podczas których władze zostały oskarżone o korupcję, przestępczość, brak transparentności i zaniedbania.
Protesty odbywające się w całym kraju największą frekwencję osiągnęły w stołecznym Belgradzie (ponad 100 tysięcy), Nowym Sadzie (ponad 50 tysięcy), stolicy autonomicznej Wojwodiny, gdzie doszło do katastrofy oraz w trzecim największym mieście kraju, Niszu (20 tysięcy). W protesty zaangażowały się różne grupy społeczne i zawodowe, takie jak studenci, pracownicy oświaty, aktywiści obywatelscy, rolnicy, prawnicy, pracownicy poczty i służby zdrowia, sektor IT, aktorzy i filmowcy, a także pracownicy spółki energetycznej Elektroprivreda Srbije.
Blokady placówek edukacyjnych rozpoczęły się 22 listopada na Wydziale Sztuk Dramatycznych w Belgradzie po tym, jak studenci zostali zaatakowani podczas składania cichego hołdu dla ofiar incydentu 1 listopada. Po Wydziale Sztuk Dramatycznych wkrótce dołączyły inne wydziały i szkoły średnie. Oprócz innych demonstracji protestujący przeprowadzają cotygodniowe blokady ruchu „Zatrzymaj się, Serbio” (serb.: Застани, Србијо, Zastani, Srbijo), prowadzone od 11:52 rano, czyli chwili, w której zawalił się dach w Nowym Sadzie, do 12:07 po południu, aby symbolicznie upamiętnić 15 osób, które straciły życie w katastrofie.
W wyniku protestów demonstrantom udało się wymusić na władzach państwowych pełną lub częściową realizację kilku ze swoich postulatów. Wśród najważniejszych można wymienić rezygnację ministra transportu, budownictwa i infrastruktury Gorana Vesicia oraz ministra handlu wewnętrznego i zagranicznego Tomislava Momirovicia, publikację części dokumentów dotyczących przebudowy dworca kolejowego w Nowym Sadzie, który uległ zawaleniu, a także podniesienie budżetu na szkolnictwo wyższe o 4%, wobec żądanych 20% podwyżki.
28 stycznia 2025 roku po ataku na studentów w Nowym Sadzie przez zamaskowanych napastników będących członkami rządzącej partii SNS, premier Serbii Miloš Vučević i burmistrz Nowego Sadu Milan Đurić podali się do dymisji. Niemiecka telewizja państwowa ARD określiła protesty w Serbii jako „najpoważniejszy kryzys władzy, jaki Serbia przeżywa od upadku postkomunistycznej autokracji Slobodana Miloševicia w 2000 roku”. 

## Tło
1 listopada 2024 roku zawalił się dach stacji kolejowej w Nowym Sadzie, zabijając 15 osób i pozostawiając dwie inne z obrażeniami niekrytycznymi. Zawalenie się dachu zszokowało serbską opinię publiczną. Wielu komentatorów kwestionowało integralność strukturalną i nadzór nad konserwacją infrastruktury publicznej w kraju. Władze wszczęły dochodzenie w sprawie przyczyn incydentu, ale frustracja społeczna wzrosła z powodu odczuwanych opóźnień i braku odpowiedzialności w reakcji.
Koleje Serbskie wyraziły ubolewanie z powodu katastrofy. Ministrowie rządu, premier Serbii Miloš Vučević i burmistrz miasta odwiedzili miejsce katastrofy. Prezydent Serbii Aleksandar Vučić obiecał „sprawiedliwość” wobec osób odpowiedzialnych, podczas gdy partie opozycyjne oskarżyły władze o korupcję. Następnego dnia burmistrz Nowego Sadu Milan Đurić oświadczył, że śledczy badają szczątki, że przyczyna katastrofy jest nieznana, że śledztwo musi zostać zakończone przed jakimikolwiek rozmowami o rezygnacjach oraz że reszta konstrukcji wydaje się być w normalnym stanie i zaapelował do obywateli, aby „zaufali państwu i systemowi”, dodając, że osoby odpowiedzialne zostaną pociągnięte do odpowiedzialności.

## Protesty

### Listopad

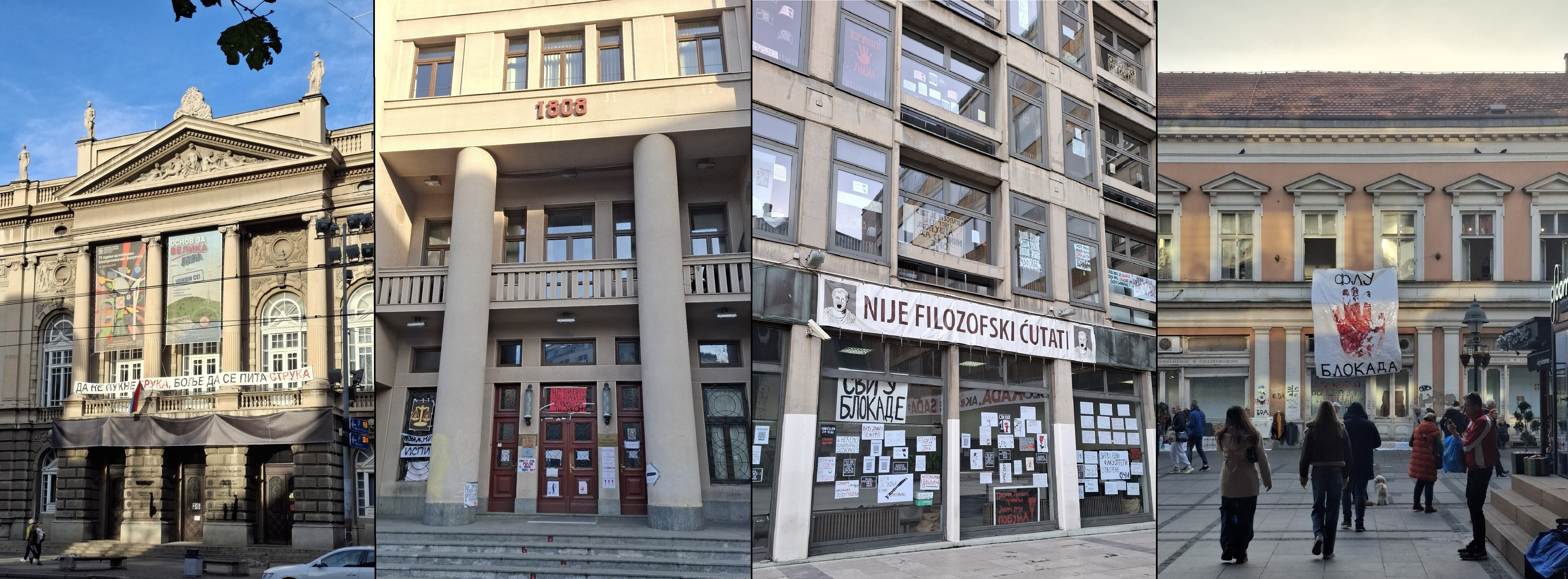
Blokada studencka wydziałów w Belgradzie, styczeń 2025 roku. Od lewej do prawej: Wydział Elektrotechniki, Wydział Prawa, Wydział Filozofii i Wydział Sztuk Pięknych

Po katastrofie budowlanej wiele osób w mediach społecznościowych potępiło rząd za zaniedbania. Głównym punktem spornym były twierdzenia Serbskiej Infrastruktury Kolejowej, że zadaszenie nie było poddane remontowi. Innym punktem spornym była odmowa chińskiego przedsiębiorstwa CRIC-CCCC publicznego udostępnienia dokumentacji remontu. 3 listopada odbyły się protesty przed Ministerstwem Budownictwa, Transportu i Infrastruktury w Belgradzie, wzywające do rezygnacji i aresztowania urzędników uznanych za odpowiedzialnych za katastrofę. 4 listopada minister budownictwa Goran Vesić ogłosił swoją rezygnację, oczekującą na uznanie przez Zgromadzenie Narodowe, zaplanowane na następny dzień, jednocześnie stwierdzając, że „nie przyznaje się do winy”.
5 listopada protesty w związku z katastrofą odbyły się przed dworcem kolejowym i innymi miejscami w Nowym Sadzie, co doprowadziło do starć z policją i obrażeń co najmniej 12 osób, z których dziesięciu było funkcjonariuszami policji. Biura regionalne rządzącej Serbskiej Partii Postępowej (SNS) oraz ratusz miejski zostały obrzucone czerwoną farbą. Aresztowano co najmniej dziewięć osób, a incydent ten skłonił prezydenta Vučicia do wizyty w Nowym Sadzie. Kolejny protest odbył się w Belgradzie 11 listopada, podczas gdy w Nowym Sadzie 15 listopada odbył się cichy protest, w trakcie którego demonstranci zablokowali skrzyżowanie przed dworcem kolejowym. 19 listopada protestujący zablokowali budynek sądu w Nowym Sadzie, domagając się aresztowania osób odpowiedzialnych za katastrofę i uwolnienia osób uwięzionych podczas poprzednich protestów. 20 listopada minister handlu wewnętrznego i zagranicznego, będący w przeszłości ministrem budownictwa, Tomislav Momirović ogłosił swoją rezygnację. 22 listopada protestujący w całej Serbii zachowali 15-minutową ciszę, aby uczcić pamięć 15 ofiar śmiertelnych, a także zablokowali ruch uliczny.
25 listopada doszło do bójek podczas przesłuchania budżetowego w Zgromadzeniu Narodowym, gdy posłowie opozycji wywiesili transparent z napisem „krew na waszych rękach” i zażądali dyskusji na temat katastrofy, podczas gdy posłowie rządu wywiesili kolejny transparent, oskarżając swoich odpowiedników o chęć „wojny, podczas gdy Serbia chce pracować”.

### Grudzień

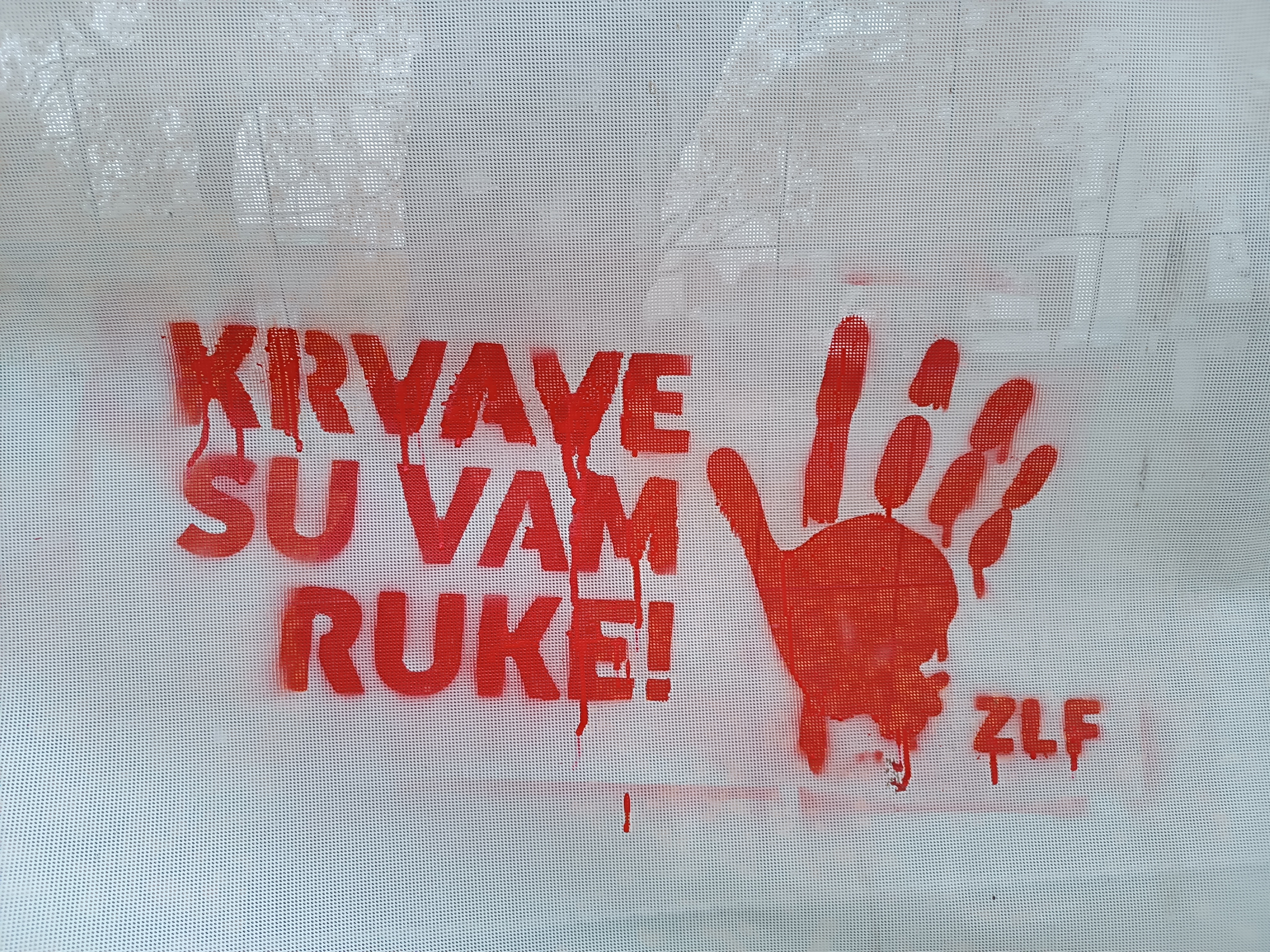
Czerwone odciski dłoni z tekstem Macie krew na rękach! (serb. Krvave su vam ruke!)

Na początku grudnia serbscy studenci zaczęli organizować 24-godzinne blokady na niektórych kampusach szkolnych. Do połowy grudnia ponad 50 kampusów uniwersyteckich (w tym trzy największe uniwersytety w Belgradzie, Nowym Sadzie i Niszu) oraz wiele szkół średnich zawiesiło zajęcia z powodu protestów studenckich. 6 grudnia muzycy belgradzkiej filharmonii, którzy brali udział w copiątkowym 15-minutowym momencie ciszy blokując ruch uliczny zostali potrąceni przez 67-letniego mieszkańca Kikindy. Pięć dni wcześniej po podobnym incydencie z potrąceniem protestujących Vučić usprawiedliwiał kierowcę i krytykował uczestników protestów mówiąc, że „przemoc stosują ci, którzy nie rejestrują swoich wieców”.
5 grudnia Izba Adwokacka Serbii ogłosiła, że prawnicy zorganizują jednodniowy strajk 11 grudnia z powodu „systematycznej i długotrwałej ingerencji władzy wykonawczej w pracę władzy sądowniczej i naruszenia zasady podziału władzy w społeczeństwie demokratycznym”.
11 grudnia, po tygodniach protestów studenckich, prezydent Vučić zgodził się na ustępstwa, w tym obietnicę, że wszystkie dokumenty prokuratorskie związane z katastrofą zostaną opublikowane. Ogłosił również, że wszyscy obecnie przetrzymywani protestujący zostali uwolnieni i zobowiązał się ułaskawić każdego protestującego, jeśli zostanie skazany w procesie. Ustępstwa te były pierwszymi ustępstwami na rzecz protestujących od czasu dojścia Vučicia do władzy w 2012 roku. Prezydent nie zdecydował się jednak ulec wezwaniom do swojej rezygnacji.
13 grudnia rolnicy w centralnej Serbii zablokowali traktorami Magistralę Ibarską. Tego samego dnia w Nowym Sadzie grupa czterech chuliganów próbowała wjechać swoim Porsche Cayenne w protestujących, a następnie zaatakowała ich fizycznie. Napastnicy zostali później aresztowani; okazało się, że jeden z nich był czynnym funkcjonariuszem policji.
Premier Miloš Vučević powiedział 15 grudnia w wywiadzie telewizyjnym, że „nie można obalić [władz] kraju z powodu śmierci 15 osób, nie 155, ani 1555”. 20 grudnia odbył się o minutę dłuższy, cichy protest, upamiętniający ofiarę ataku nożem w szkole w Zagrzebiu w sąsiedniej Chorwacji.
W odpowiedzi na brutalność policji i domniemanych płatnych chuliganów atakujących cywilów i protestujących, liderzy opozycji, studenci, rolnicy i niezależni demonstranci zorganizowali 22 grudnia masowy protest na placu Slavija w Belgradzie. Szacunkowa liczba uczestników wyniosła od 100 do 102 tysięcy osób, co stanowi największy protest w Belgradzie i Serbii pod względem frekwencji od lat.
24 grudnia w wywiadzie Vučić stwierdził, że „gdyby chciał, mógłby wysłać siły specjalne Kobra na studentów, a oni rozgoniliby ich w ciągu 6-7 sekund”. To stwierdzenie zostało szeroko wyśmiane i spowodowało, że studenci stworzyli memy, wyśmiewając Vučicia i jego zwrot „rozganianie” (serb. razbacati). Warto zauważyć, że jednostka specjalna żandarmerii wojskowej Kobra nie jest przeznaczona do rozpraszania tłumu.
25 grudnia ludzie zebrali się i przynieśli 1000 listów do biura prokurator Zagorki Dolovac, wzywając ją do „zaczęcia wykonywania swojej pracy”. Tego samego dnia pracownicy serbskiej agencji wywiadowczej Agencji Bezpieczeństwa i Informacji (BIA) złożyli nieoficjalną wizytę matce jednego ze studentów-organizatorów w jej miejscu pracy. Kobieta zinterpretowała to posunięcie jako „groźbę i nacisk”. Inni organizatorzy rzekomo otrzymali telefony z zaproszeniem do biur BIA „na przyjacielską pogawędkę”, ale nie wręczono im żadnego oficjalnego wezwania.
Wieczorem 25 grudnia ponad 2000 osób protestowało w Užicach przed ratuszem. Władze lokalne, kierowane przez SNS, wyłączyły oświetlenie uliczne przed ratuszem, ale protestujący przynieśli ze sobą przenośny agregat prądotwórczy.
Podobnie jak w przypadku protestów z lat 1996–1997, ciche protesty w Belgradzie i Nowym Sadzie odbyły się w Sylwestra, ale tym razem od godziny 23:52 do 00:07. Według szacunków w demonstracjach Belgradzie wzięło udział od 17 do 18 tysięcy osób, a w Nowym Sadzie od 4,6 do 6 tysięcy osób.

### Styczeń
2 stycznia 15 minut ciszy wydłużono do 29: dodatkowe 12 minut dla uczczenia pamięci ofiar strzelaniny w Cetyni w sąsiedniej Czarnogórze, do której doszło 31 grudnia, oraz dwie minuty dla uczczenia pamięci ofiar zabitych w Arilje 1 stycznia. 3 stycznia w Aleksandrovacu odbył się protest uczniów, największy w historii tego miasta. Do uczniów dołączyli inni obywatele, w tym niektórzy z ich nauczycieli.
11 stycznia protestujący zebrali się przed biurami BIA w Nowym Sadzie, zapraszając pracowników BIA „na przyjacielską pogawędkę”. Budynek był silnie strzeżony przez policję. Jednocześnie w Kragujevacu zorganizowano duży protest, w którym wzięli udział lokalni uczniowie szkół średnich, do których dołączyli pracownicy służby zdrowia. W nocy studenci kierunków technicznych w Belgradzie poinformowali, że nieznane osoby weszły na teren kampusu pomimo blokady i zaczęły im grozić.
12 stycznia około 20 tysięcy studentów i obywateli zebrało się przed Sądem Konstytucyjnym Serbii w Belgradzie, domagając się ścigania osób odpowiedzialnych za zawalenie się dachu i wyrażając poparcie dla związku zawodowego pracowników szkół, który zapowiedział możliwość ogłoszenia strajku generalnego. Protest rozpoczął się 15 minutami ciszy. W tym samym czasie studenci w Niszu zorganizowali protest przed Rektoratem Uniwersytetu w Niszu. Na drugim piętrze budynku Rektoratu wywiesili transparent z napisem „Wstrzymanie pracy z powodu protestu”.
13 stycznia późnym wieczorem nieznani sprawcy zaatakowali fizycznie studentów blokujących Wydział Prawa w Belgradzie, w tym jedną studentkę. Łącznie sześciu studentów zostało rannych. Interweniowała policja, a jeden z napastników został aresztowany.
14 stycznia największy związek zawodowy pracowników oświaty (NSPRS) ogłosił jednodniowy strajk generalny, niezadowolony z polityki rządu wobec nauczycieli i profesorów. Przedstawiciele związków zawodowych oficjalnie wyrazili swoje poparcie dla studentów i ogłosili, że dołączą do protestów. Tego samego dnia związek zawodowy pracowników Elektroprivreda Srbije, serbskiej państwowej spółki energetycznej, również ogłosił strajk generalny. W centrum Belgradu tysiące studentów maszerowało na wiecu, wyrażając swoje poparcie dla napadniętych studentów prawa i strajku generalnego.
16 stycznia, podczas 15-minutowej blokady w centrum Belgradu, ciemnoniebieski samochód Ford Focus wjechał w protestujących studentów, przewożąc jedną studentkę na dachu samochodu przez kilka metrów, nie zatrzymując się. Ranna studentka został przewieziony na ostry dyżur, a kierowca został aresztowany i oskarżony o usiłowanie zabójstwa. Ten incydent wywołał powszechne oburzenie: później w ciągu dnia tysiące ludzi zgromadziły się w Belgradzie, Nowym Sadzie, Zrenjaninie, Kragujevacu i Kraljevie, podczas gdy w Niszu część profesorów wydziału przyłączyła się do studenckiej blokady.
W odpowiedzi na protesty w Kraljevie burmistrz Kraljeva, Predrag Terzić, członek rządzącej SNS, porównał protestujących do chorwackich ustaszy z II wojny światowej i opublikował ich nazwiska bez ich zgody.
17 stycznia członkowie opozycji w radzie miejskiej Nowego Sadu przejęli kontrolę nad ratuszem, ale wkrótce zostali zmuszeni do opuszczenia budynku przez policję wyposażoną w sprzęt do tłumienia zamieszek. Później tego samego dnia starszy mężczyzna uzbrojony w nóż kieszonkowy próbował zaatakować studentów protestujących przed Wydziałem Lekarskim w Nowym Sadzie, ale studenci odebrali mu nóż.

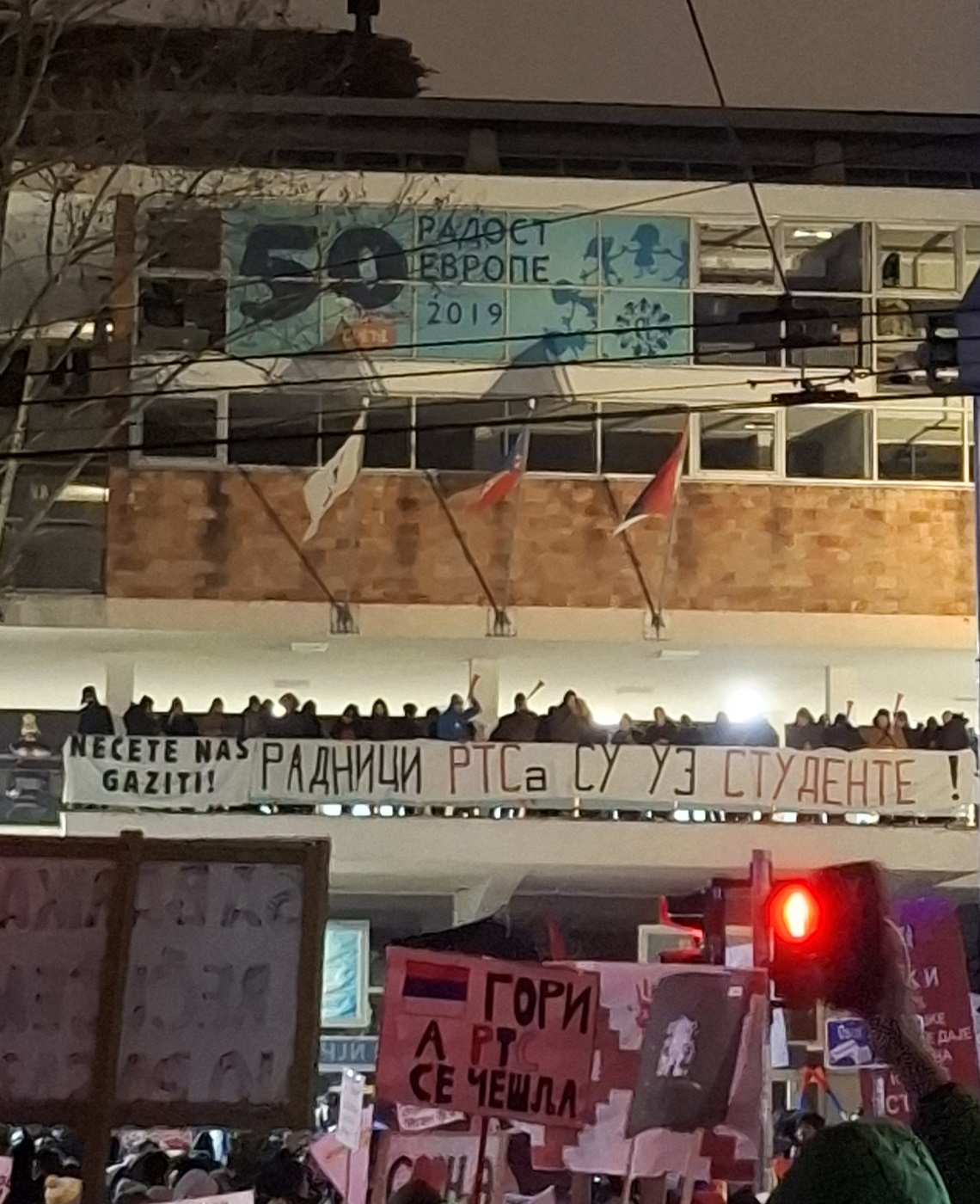
Pracownicy RTS wyrażają swoje poparcie dla studentów, 17 stycznia 2025 roku

Wieczorem 17 stycznia studenci i obywatele zorganizowali masowy protest przed budynkiem Radio-Televizija Srbije (RTS) w Belgradzie, niezadowoleni ze sposobu, w jaki RTS relacjonował protesty, porównując raz symbol protestujących do symbolu Hamasu. Zebrały się dziesiątki tysięcy osób, a protest rozpoczął się 15 minutami ciszy. Następnie studenci paradowali z gigantyczną lalką Kobry, parodiując wcześniejsze wypowiedzi Vučicia na temat sił specjalnych Kobra, oraz z gigantyczną kanapką przeznaczoną dla dyrektora generalnego RTS, parodiując stereotyp zwolenników SNS przynoszących opłaconą kanapkę. Protestujący odtworzyli nagranie audio swoich żądań: opublikowanie całej dokumentacji dotyczącej odbudowy dworca kolejowego, oddalenie zarzutów wobec aresztowanych i zatrzymanych studentów, aktywistów i obywateli podczas poprzednich protestów dotyczących tragedii w Nowym Sadzie, wniesienie oskarżeń karnych przeciwko wszystkim napastnikom studentów, profesorów i obywateli oraz zwiększenie budżetu wydziałów o 20 procent Pracownicy RTS zebrali się na balkonie i pokazali transparenty z napisami: „Pracownicy RTS wspierają studentów” i „Nie możecie nas przejechać”, nawiązując do ataków pojazdów na protestujących.
18 stycznia Izba Adwokacka Serbii ogłosiła 7-dniowy strajk generalny, rozpoczynający się 20 stycznia. W tym czasie prawnicy nie będą uczestniczyć w żadnych rozprawach sądowych. Zapytany o strajk prawników w wywiadzie telewizyjnym, Vučić porównał prawników do „motłochu”. Izba Adwokacka potępiła stanowisko Vučicia i ogłosiła protest. Tego samego dnia nauczyciele i profesorowie protestowali w Nowym Sadzie, domagając się rezygnacji rektora uniwersytetu i oskarżając go o wspieranie ataków na studentów.
18 stycznia studenci ogłosili, że 1 lutego odbędzie się wielka blokada wszystkich trzech mostów w Nowym Sadzie (Mostu Wolności, varadinskiego mostu i Mostu Žeželja), aby uczcić trzy miesiące od zawalenia się dachu na stacji kolejowej, a także z okazji Dnia Miasta.
19 stycznia 20 tysięcy pracowników oświaty protestowało w Belgradzie. Dołączyli do nich studenci, a protest symbolicznie trwał 45 minut. Ze względu na istnienie kilku różnych związków zawodowych pracowników oświaty, decyzja o strajku została ostatecznie pozostawiona poszczególnym szkołom. Około 35 procent szkół, zarówno podstawowych, jak i średnich w całej Serbii, zdecydowało się na strajk rozpoczynający się w poniedziałek, 20 stycznia.
Wieczorem 21 stycznia tajna policja wkroczyła do hotelu w Belgradzie, w którym przebywali studenci z zagranicy na międzynarodowej konferencji zorganizowanej przez Erste. Pięć studentek z Chorwacji zostało wytypowanych przez policję, przewiezionych na posterunek policji, oskarżonych o pomoc w protestach i deportowanych. Akt ten został potępiony przez Chorwację, a także przez protestujących w Serbii.
22 stycznia dziesiątki małych, średnich i dużych przedsiębiorstw w całej Serbii ogłosiło, że dołączą do strajku generalnego w piątek 24 stycznia. Witryny sprzedaży detalicznej online były tymczasowo niedostępne między 11:52 a 12:07 rano. Pracownicy firm technologicznych z siedzibą w Nowym Belgradzie dołączyli do studentów w 15-minutowych blokadach dróg. W Čačaku pracownicy służby zdrowia oficjalnie dołączyli do protestu.
22 stycznia dwóch posłów z rządzącej SNS oficjalnie zrezygnowało, nie podając powodów swojej rezygnacji.
24 stycznia podczas protestów w Nowym Belgradzie czarny citroen potrącił dwóch studentów i poważnie ich zranił. Następnie protestujący otoczyli pojazd i go uszkodzili. Kierowcę, młodą kobietę, aresztowali policjanci pod przykrywką. Tego samego dnia Ministerstwo Edukacji zaapelowało do szkół o obniżenie styczniowych pensji pracowników oświaty biorących udział w strajku.
28 stycznia około 3:00 studenci rozwieszający plakaty w Nowym Sadzie zostali zaatakowani przez zamaskowane osoby z kijami baseballowymi przed lokalnymi biurami rządzącej partii SNS. Jedna studentka trafiła do szpitala z przemieszczoną szczęką. Wywołało to oburzenie w mediach społecznościowych, a studenci ogłosili nowy protest w Nowym Sadzie. Około 10 rano studenci zebrali się i narysowali graffiti z napisem „mordercy” na oknach biur SNS w Nowym Sadzie.
Na konferencji prasowej, która odbyła się o 11:00 tego samego dnia, premier Miloš Vučević i burmistrz Nowego Sadu Milan Đurić, obaj członkowie SNS, oficjalnie złożyli rezygnację, podając jako powód atak na studentów w Nowym Sadzie. Vučević poinformował również opinię publiczną, że napastnicy byli rzeczywiście członkami SNS.
28 stycznia niemiecka telewizja państwowa ARD określiła protesty w Serbii jako „najpoważniejszy kryzys władzy, jaki Serbia przeżywa od upadku postkomunistycznej autokracji Slobodana Miloševicia w 2000 roku”. Wówczas w trakcie tzw. rewolucji buldożerów doszło do marszu na Belgrad 5 października, po którym serbski przywódca oddał władzę zwycięzcy wyborów prezydenckich Vojislavowi Koštunicy.
Od połowy grudnia serbska diaspora protestuje w wielu miastach na całym świecie, takich jak Bruksela, Lublana, Madryt, Nowy Jork i Paryż.